# 농업협동조합자산관리회사

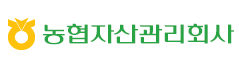
농협자산관리회사(농협협동조합자산관리회사)

농업협동조합자산관리회사는 농협중앙회의 계열사로 '농업협동조합의 구조 개선에 관한 법률'에 의거하여 설립된 특수 법인이다. 한국자산관리공사와 같이 부실 조합의 구조 개선과 조합 및 중앙회의 부실 자산 정리를 지원하기 위하여 설립되었다.
본점은 서울특별시 영등포구 국제금융로 8길 2, 3~4층 (여의도동, 농협재단)에 있다.

## 설립 배경
대한민국은 1990년대 들어 WTO 출범과 OECD 가입 등으로 대내외적으로 금융 자율화와 개방화에 대한 압력을 받기 시작하면서 정부 주도의 금융 개혁이 추진된 바 있으나 그 실효를 거두지 못하였다. 그러나 1997년 이후 잇따른 대기업 부도사태와 IMF 체제 하에서 금융기관들의 부실채권이 급증하면서 부실 금융기관의 퇴출, 부실 채권 정리, 금융기관의 건전성 강화 대책 등을 중심으로 한 금융산업구조조정이 강도 높게 추진되었다.
당시 금융기관들의 부실을 정리하기 위하여 정부가 양대 축으로 설립한 기관이 예금보험공사와 한국자산관리공사였다. 예금보험공사는 금융기관이 뱅크럽 사태에 직면했을 때, 예금대지급과 증자지원 등을 통하여 예금자 보호와 경영 정상화를 지원해 주고, 한국자산관리공사는 부실 금융기관의 부실 자산을 매입하여 신속히 정리해 주는 정리 금융기관의 역할을 담당하였다.
지난 2001년 9월 제정된 농협구조개선에관한법률에서는 이를 모델로 하여 상호금융예금자보호기금과 농협자산관리회사를 설치하는 규정을 두었다. 예금보험공사와 같이 조합을 대상으로 예금 보험료를 납입 받아 구조조정 과정에 있는 부실 조합의 경영을 정상화하고 예금자를 보호해 주는 역할을 하는 것이 상호금융예금자보호기금이라면, 한국자산관리공사와 같이 부실 조합의 구조 개선과 조합 및 중앙회의 부실 자산 정리를 지원하기 위하여 설립된 것이 농협자산관리회사이다.
설립근기로는농업협동조합의 구조 개선에 관한 법률 제 29조를 따르며, 형태는 조합과 중앙회가 공동 출자하여 설립된 특수법인이다.

### 설립 목적
조합 및 중앙회, 계열사의 부실 예방 및 경영 개선, 부실 자산(부실 채권,비업무용 자산)의 정리를 효율적으로 지원함으로써 농업협동조합의 구조 개선에 기여하고자 설립되었다.